# Enispa albifrontata
Enispa albifrontata är en fjärilsart som beskrevs av Moore 1888. Enispa albifrontata ingår i släktet Enispa och familjen nattflyn. Inga underarter finns listade i Catalogue of Life.